# Síntesis neoclásica
La síntesis neoclásica es un movimiento académico de la posguerra en economía que intentó absorber el pensamiento macroeconómico de John Maynard Keynes hacia el pensamiento neoclásico de la economía. La economía ortodoxa es en gran parte dominada por la síntesis resultante, siendo en gran parte Keynesiana en macroeconomía y neoclásica en microeconomia.
La teoría fue principalmente desarrollada por John Hicks, y popularizado por el economista matemático Paul Samuelson, quien parece haber acuñado el término, y ayudó diseminar la "síntesis," en parte a través de su escritura técnica y en su influyente libro de texto, Economía.  El proceso empezó poco después de la publicación de Keynes, la Teoría General, con el modelo IS-LM (ahorro de inversión–suministro de dinero con preferencia por la liquidez), primero presentado por John Hicks en un artículo en 1937.
Se continuó con adaptaciones del modelo de la oferta y la demanda de los mercados a la teoría Keynesiana. Representa los incentivos y costes jugando una función dominante en las decisiones que toman los agentes. Un ejemplo inmediato de esto es la teoría de consumidor de demanda individual, que aísla cómo los precios, los costes y los ingresos afectan la cantidad demandada.